# Hrabstwo Dallam
Hrabstwo Dallam – hrabstwo położone w Stanach Zjednoczonych, w północno-zachodnim narożniku stanu Teksas i regionu Panhandle. Siedziba władz hrabstwa jest w mieście Dalhart. Inne miejscowości, to: Texline, Conlen i Kerrick. 26% mieszkańców urodziło się poza granicami Stanów Zjednoczonych. 
Hrabstwo utworzono w 1876 roku poprzez wydzielenie terenu z terytorium  Bexar, jednak później podlegało jeszcze zmianom a ostateczny, obecny kształt uzyskało dopiero w 1931 roku. Nazwa hrabstwa pochodzi od nazwiska prawnika i wydawcy gazety Jamesa Wilmera Dallama.
Hrabstwo jest wiodącym producentem rolnym w zakresie wołowiny, nabiału, wieprzowiny, kukurydzy, sorgo, pszenicy i ziemniaków, a jego stada bydła należą do największych w kraju (383,7 tys. – 2022).

## Sąsiednie hrabstwa
- Hrabstwo Cimarron, Oklahoma (północ)
- Hrabstwo Sherman (wschód)
- Hrabstwo Hartley (południe)
- Hrabstwo Union, Nowy Meksyk (zachód)

## Ludność
W latach 2000–2020 populacja hrabstwa wzrosła o 14,4%. Mieszkańcy deklarują głównie pochodzenie meksykańskie (50,4%), niemieckie (12,2%), angielskie (9,1%) i irlandzkie (6,5%).

## Drogi główne
- U.S. Highway 54
- U.S. Highway 87
- U.S. Highway 287
- U.S. Highway 385
- State Highway 102